# Колібрі аметистовогорлий
Колі́брі аметистовогорлий (Eulampis jugularis) — вид серпокрильцеподібних птахів родини колібрієвих (Trochilidae). Мешкає на Малих Антильських островах.

## Опис

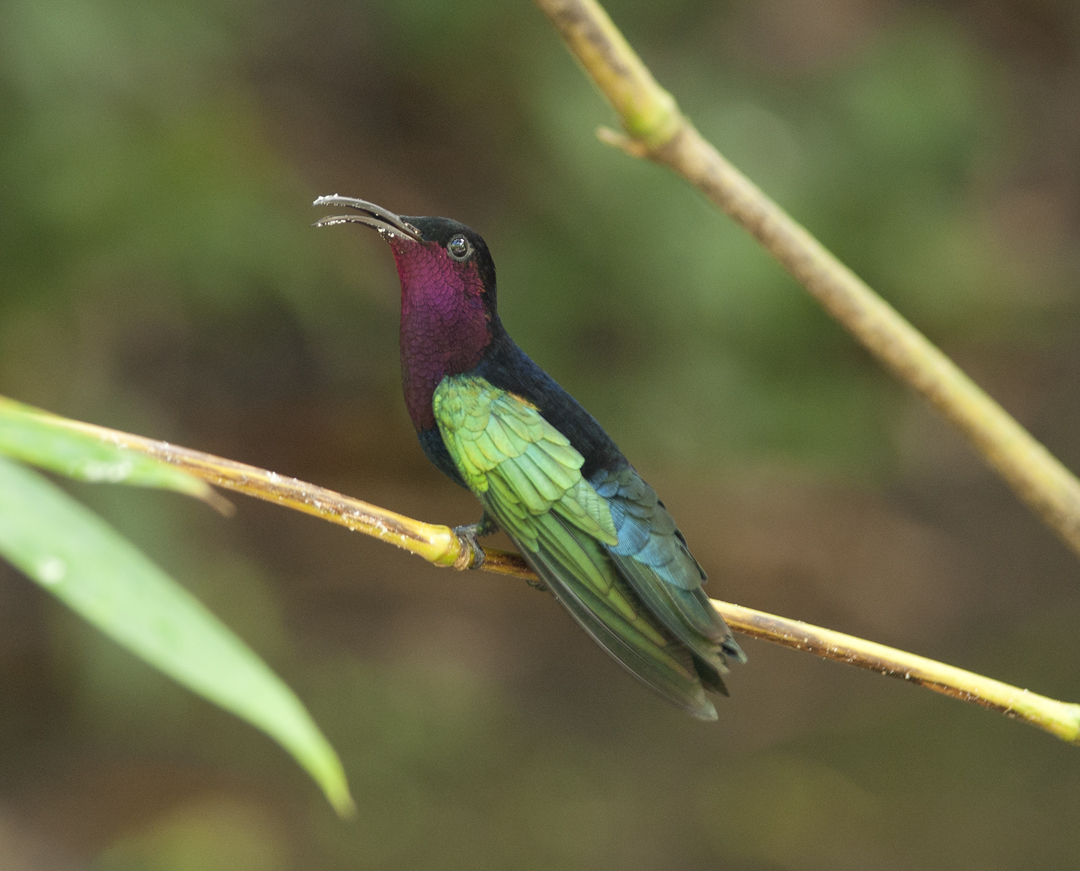
Аметистовогорлий колібрі (острів Бас-Тер, Гваделупа)

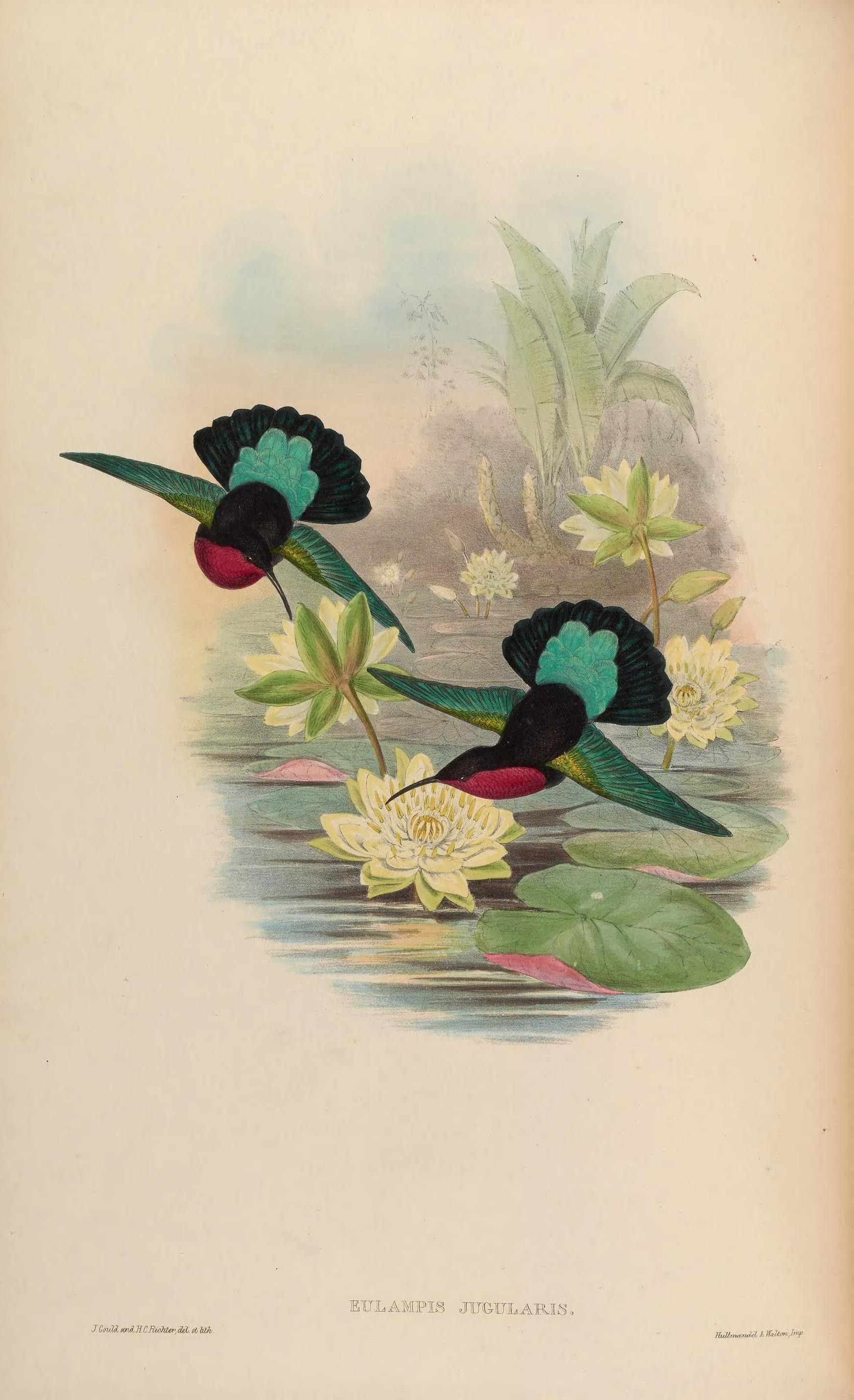
Аметистовогорлі колібрі

Довжина птаха становить 9-12 см, самці важать 9-12 г, самиці 7-10 г. Тім'я і спина чорні, щоки, горло і груди вогнисто-пурпурово-червоні, крила яскраво-золотисто-зелені, а хвіст і його верхні і нижні покривні пера синьо-зелені з металевим відблиском. У самців дзьоб середньої довжини, дещо вигнутий, у самиць дзьоб у них більш довгий і більш вигнутий. У молодих птахів горло і груди оранжеві, поцятковані червоними плямками.

## Таксономія
Аметистовогорлий колібрі був описаний шведським натуралістом Карлом Ліннеєм у 1766 році, в дванадцятому виданні його праці «Systema Naturae» під назвою Trochilus jugularis. Лінней опирався на більш ранні описи, зроблені англійським натуралістом Джорджем Едвардсом і Матюреном Жаком Бріссоном. Едвард визначив типовою місцевістю виду Суринам, а Бріссон — Каєнну у Французькій Гвіані, однак вони обидва помилялися, оскільки аметистовогорлий колібрі є ендеміком Карибів. Пізніше цей вид було переведено до роду Аметистовогорлий колібрі (Eulampis), введеного німецьким натуралістом Фрідріхом Бойє у 1831 році.

## Поширення і екологія
Аметистовогорлі колібрі мешкають на Сен-Бартелемі, Сабі, Сінт-Естатіусі, Сент-Кіттс і Невісі, на острові Антигуа, на Монтсерраті, Гваделупі, Домініці, Мартиніці, на Сент-Люсії і на острові Сент-Вінсент, бродячі птахи спостерігалися також на Барбадосі, Барбуді і Гренаді. Вони живуть в первинних і вторинних тропічних лісах та на узліссях. Зустрічаються на висоті від 800 до 1200 м над рівнем моря. Ведуть переважно осілий спосіб життя, на Сент-Люсії і Сент-Вінсенті в кінці травня спостерігалися на рівні моря. Живляться нектаром квітучих дерев, а також дрібними комахами і павуками, яких ловлять в польоті або збирають з рослинності. Самці захищають кормові території протягом всього року, самиці лише під час негніздового періоду. 
Сезон розмноження у аметистовогорлих колібрі триває з січня по вересень, переважно з лютого по травень. Гніздо невелике, чашоподібне, робиться з м'яких рослинних волокон і павутиння, зовні покривається лишайниками і корою, прикріплюється до вертикальної гілки дерева, на висоті від 2 до 5 м над землею. В кладці 2 яйця. Інкубаційний період триває 17-19 днів, пташенята покидають гніздо через 17-20 днів після вилуплення. Самці під час гніздування є дуже територіальними і нападають навіть на більших птахів, якщо вони наближаються до гнізда ближче, ніж на 10 метрів.